# Andries Both
Andries Both (Utrecht, 1612/1613 – Venezia, 23 marzo 1642) è stato un pittore olandese, artista di genere, appartenente alla Scuola dei Bamboccianti, fratello di Jan Dirksz Both.

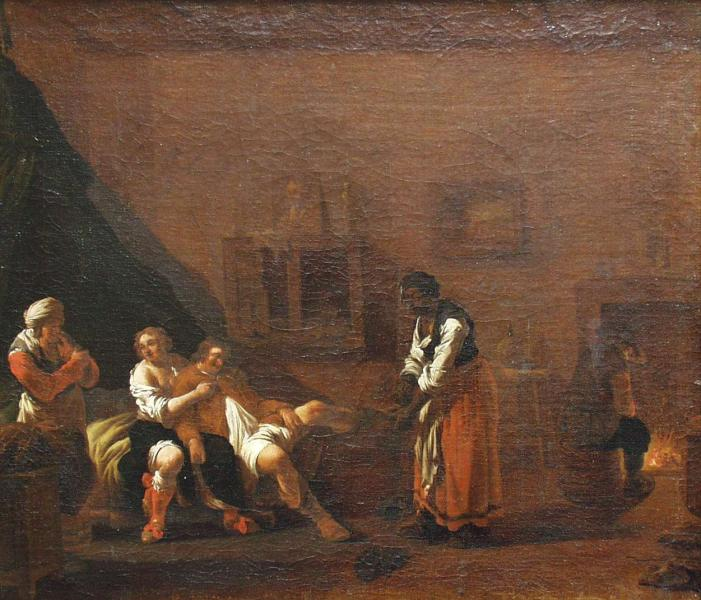
Scena in un bordello

Studiò presso Abraham Bloemaert. Secondo Joachim von Sandrart, Andries e suo fratello Jan realizzavano insieme i dipinti, Jan dipingeva i paesaggi e Andries le figure.